# Kyabobo Nationalpark
Kyabobo Nationalpark (udtales CHA-bo-bo) er en nationalpark i Ghana med et areal på 360 km2.

## Historie
Reservatet blev etableret i 1993, men grænserne er justeret flere gange frem til september 1999, hvor den nuværende grænse blev fastlagt.

## Geografi
Kyabobo ligger i regionen Oti på grænsen til Togo. Den nærmeste by er Nkwanta. Ghanas næsthøjeste bjerg, Mount Dzebobo, og Breastbjergene ligger i parken og tilbyder besøgende en imponerende udsigt over Voltasøen. Dzebobo betyder "set langvejs fra" eller "fremtrædende" på Ewe.

### Miljø
Parken ligger i en overgangszone mellem tropisk regnskov og savanne med træer. Parkens dyreliv omfatter afrikanske elefanter, afrikanske leoparder, afrikanske bøfler, vandbukke, flere primatarter, skovbukke, dykkerantiloper og, et symbol for parken, klippegrævling. En undersøgelse viser mindst 500 arter af sommerfugle og 235 fugle.  Parken er blevet udpeget som et vigtigt fugleområde (IBA) af BirdLife International, fordi den understøtter betydelige bestande af mange fuglearter.

## Faciliteter
Der er syv vandrestier og to mountainbikestier i parken. Den mest populære vandresti følger en højderyg i det sydøstlige hjørne af parken til en top på et af Breastbjergene.